# Лосевское сельское поселение (Семилукский район)
Лосевское сельское поселение — муниципальное образование в Семилукском районе Воронежской области.
Административный центр — село Лосево.

## География
Лосевское сельское поселение расположено в южной части Семилукского муниципального района Воронежской области. Сельское поселение характеризуется выгодным географическим положением. Лосевское сельское поселение граничит:
• на северо-западе – со Стадницким сельским поселением;
• на севере – с Перлевским сельским поселением;
• на северо-востоке – с Семилукским сельским поселением;
• на юго-востоке – с Латненским сельским поселением
• на юге – с Хохольским муниципальным районом Воронежской области;
• на западе – с Нижневедугским сельским поселением.
По территории сельского поселения проходит автотрасса регионального значения Латная – Нижняя Ведуга, которая связывает с г. Воронеж.
В состав Лосевского сельского поселения Семилукского муниципального района входят семь населённых пунктов: село Лосево, село Вознесенка,
село Гремячий Колодезь, хутор Бехтеевка, хутор Севостьяновка, деревня Красные Солонцы, деревня Кузиха.
Через территорию поселения протекает р. Ведуга и все населенные пункты тяготеют к реке.
Природные условия и природные ресурсы, которыми обладает Лосевское сельское поселение, благоприятны для хозяйственного и градостроительного освоения.

## История
В состав Лосевского сельского поселения входит семь населенных пунктов: село Вознесенка, село Гремячий Колодезь, село Лосево, деревня Кузиха, хутор Бехтеевка, хутор Севостьяновка, деревня Красные Солонцы. Центр поселения - село Лосево.
Администрация располагается в селе Лосево. Село Лосево возникло в 1709 году, как поместье помещика Лосева. В прошлом столетии владельцами села были сестры Анна Николаевна Эрнст и Мария Николаевна Лосева. Они имели 68 дворов и 323 крепостных. После победы Великой Октябрьской Социалистической Революции на территории поселения было образовано два сельских Совета – Вознесеновский сельский Совет, в который входили села Лосево, Вознесенка, хутор Красные Солонцы, Гремколодезный сельский Совет – село Гремячий Колодезь, хутор Удобное и село Бехтеевка.
В 1954 году Вознесеновский и Гремколодезный сельские Советы были преобразованы в Лосевский сельский Совет народных депутатов. В этот период на территории Совета находились два крупных сельскохозяйственных предприятия – колхоз Лосево и совхоз Семилукский.
В период с 1972 года были построены за счет этих сельскохозяйственных предприятий: две средние школы, три Дома культуры, три медицинских пункта и три библиотеки.
Первым председателем объединенного сельского Совета был избран Ганзиков Иван Ильич.
В 2005 году Лосевский сельский Совет был преобразован в Лосевс кое сельское поселение.
Площадь поселения после уточнения границ составила 11,745 кв. км
Получило широкое развитие фермерское движение, в настоящее время работают 29 крестьянско-фермерских хозяйств. Кроме того, три малых предприятия и 15 предпринимателей без образования юридического лица.
С 2006 года активизировалась работа по газификации поселения.
Голубое топливо пришло в 2009 году в село Гремячий Колодезь, было газифицировано 160 жилых домов, газифицирована Совхозная СОШ.
В 2011 году газифицировано село Вознесенка 

## Административное деление
В состав поселения входят:
- село Лосево
- хутор Бехтеевка
- село Вознесенка
- село Гремячий Колодезь
- деревня Красные Солонцы
- деревня Кузиха
- хутор Севостьяновка